# Binghamton Devils
Die Binghamton Devils waren ein US-amerikanisches Eishockeyfranchise in Binghamton im Bundesstaat New York, das zwischen 2017 und 2021 in der American Hockey League (AHL) spielt. Es fungierte als Farmteam der New Jersey Devils aus der National Hockey League und trug seine Heimspiele in der Floyd L. Maines Veterans Memorial Arena aus.

## Geschichte
Vor der Saison 2016/17 wurde bekannt, dass die Binghamton Senators, Farmteam der Ottawa Senators, zur Spielzeit 2017/18 nach Belleville umziehen und dort fortan als Belleville Senators firmieren sollen. In diesem Zusammenhang verkündeten die Binghamton Senators, dafür zu sorgen, dass die entstehende Lücke durch ein anderes Team gefüllt werden würde; unter anderem, weil der Pachtvertrag für die Floyd L. Maines Veterans Memorial Arena in Binghamton zu diesem Zeitpunkt noch drei Jahre Gültigkeit besaß. Ende Januar 2017 stimmte die Liga dann dem Umzug der Albany Devils zu, die – weiterhin als Farmteam der New Jersey Devils – zur Saison 2017/18 als Binghamton Devils am Spielbetrieb der AHL teilnehmen sollen. Ein weiterer Grund für den Umzug der Albany Devils war deren Zuschauerschnitt, der mit 2.888 Fans pro Spiel den niedrigsten der gesamten AHL darstellte. Erster Cheftrainer wurde Rick Kowalsky, der das Franchise bereits seit 2010 betreute.
Bereits nach vier Saisons stellte das Team den Spielbetrieb wieder ein, indem die Devils das Franchise zur Saison 2021/22 ins unweit entfernte Utica verlegten. Dort firmiert es seither als zweite Inkarnation der Utica Comets, deren erste zum gleichen Zeitpunkt ins kanadische Abbotsford umzog und dort fortan als Abbotsford Canucks aktiv ist.